# Eutelsat 174A
O Eutelsat 174A (anteriormente denominado de GE-2i, AMC-13, Worldsat 3, GE-4i, AMC-23, GE-23 e Eutelsat 172A) é um satélite de comunicação geoestacionário europeu construído pela empresa Alcatel Alenia Space que está localizado na posição orbital de 174 graus de longitude leste e é operado pela Eutelsat. O satélite foi baseado na plataforma Spacebus-4000C3 e sua vida útil estimada é de 16 anos.

## História
O satélite foi originalmente encomendado como GE-2i. Mas os satélites com prefixo GE foram renomeados para AMC após a SES ter assumido a GE Americom, sendo assim, o GE-2i foi rebatizado para AMC-13.
No início do ano de 2004, o AMC-13 foi transferido para a Worldsat LLC, uma nova subsidiária da SES Americom e foi renomeado para Worldsat 3. O original AMC-13 tinha 60 transponders de banda C, mas quando foi transferido para a Worldsat, ele foi alterado para ter uma carga híbrida nas bandas C e Ku com dezoito transponders em banda C e 20 em banda Ku. No início de 2005 quando ele era denominado de GE-4i o mesmo foi renomeado para AMC-23. Em 2007, o satélite ficou com a SAT-GE após ser desmembrada da SES Americom, quando a divisão da General Electric se separou da SES. Após esta operação, o satélite foi renomeado para GE-23.
A Eutelsat anunciou em junho de 2012, a aquisição do satélite GE-23 da GE-Satellite. O satélite foi então renomeado para Eutelsat 172A e foi utilizado para expandir a cobertura da Eutelsat na região Ásia-Pacífico e da Costa Oeste dos Estados Unidos da América. O satélite tinha naquela época uma vida útil estimada de 8,5 anos.
Depois que o Eutelsat 172B o substituiu, o Eutelsat 172A foi movido para posição orbital de 174 graus leste e foi renomeado para Eutelsat 174A.

## Lançamento
O satélite foi lançado com sucesso ao espaço no dia 29 de dezembro de 2005, às 02:28 UTC, por meio de um veículo Proton-M/Briz-M, lançado a partir do Cosmódromo de Baikonur, no Cazaquistão. Ele tinha uma massa de lançamento de 4.981 kg.

## Capacidade e cobertura
O Eutelsat 174A é equipado com vinte transponders de banda Ku e 18 de banda C. Para fornecer serviços de internet, negócios para a região do Pacífico.